# Giovanni II di Salerno
Giovanni II detto il "Maledetto" (950 circa – tra il 994 e il 998) è stato un principe longobardo, conte di palazzo di Salerno nel 980 e reggente per il principe Pandolfo II.
Figlio di Lamberto di Spoleto, fu scacciato dal principato nel 981, quando il duca Mansone I di Amalfi rovesciò il giovane sovrano e s'impossessò del trono. Il governo dell'Amalfitano e di suo figlio Giovanni fu molto oppressivo e la popolazione di Salerno esplose in rivolta. Nel 983 Mansone e il figlio furono espulsi e Giovanni Lamberto, duca di Spoleto, fu eletto principe di Salerno. 
Durante il suo regno, Giovanni II cercò di stabilire il proprio controllo sul monastero di San Massimo e le relative proprietà, ma il piano fallì. Insieme alla moglie Sichelgaita fondò Santa Maria de Domno, che pose direttamente sotto l'autorità dell'arcidiocesi di Salerno. In effetti il monastero ebbe molta fortuna già sotto il primo abate, Radoaldo, ma i tentativi di Giovanni di controllare la religione e le istituzioni ecclesiastiche si ridusse a poco più di questo. Nel gennaio del 984 associò al trono il figlio Guido, che morì nel 988. Tra gennaio e marzo del 989 associò al governo un altro figlio, Guaimario, suo successore al trono. Lasciò altri quattro figli: Pandolfo, Lamberto, Giovanni e Pietro.
A lui viene attribuita la riedificazione di Montepiloso Irsina distrutta dalle incursioni saracene che razziavano i territori bizantini e longobardi.
Secondo una leggenda riportata da Pier Damiani, in occasione di un'eruzione del Vesuvio il principe Giovanni esclamò che si trattava senza dubbio di un presagio che annunciava la morte di uomo ricco, il quale sarebbe stato sicuramente condannato all'inferno. Il giorno successivo, lui stesso fu trovato morto fra le braccia di una prostituta.